# كارل كارستنز

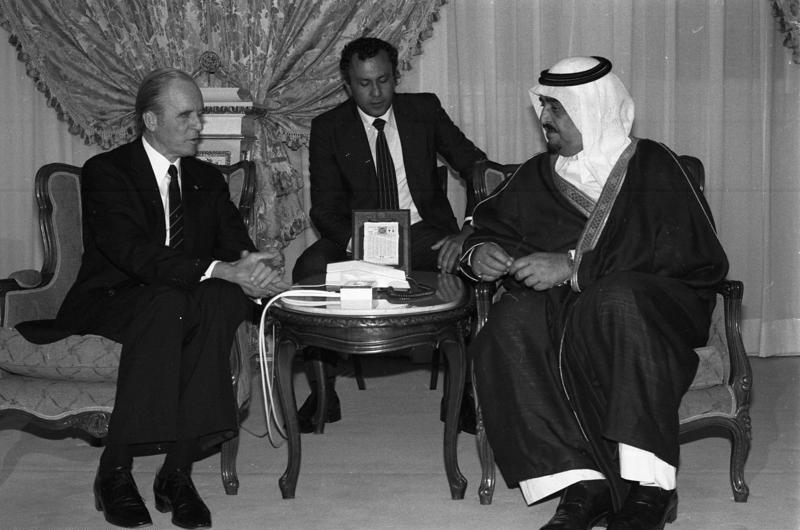
كارل كارستنز أثناء لقائه مع الملك السعودي فهد بن عبد العزيز سنة 1982.

كارل كارستنز (بالألمانية: Karl Carstens)‏ (14 ديسمبر1914-30 مايو1992). شغل منصب رئيس جمهورية ألمانيا الاتحادية 1979حتي1984.

## سيرته
ولد كارستينز في مدينة بريمن، ابن معلم المدرسة التجارية، الذي كان قد قتل في الجبهة الغربية في الحرب العالمية الأولى قبل وقت قصير من ولادته. درس القانون والعلوم السياسية في جامعتي فرانكفورت، ديجون، ميونيخ، كونيجسبيرج، وهامبورغ 1933حتي 1936، والحصول على شهادة الدكتوراه في عام 1938 وأخذ الدرجة الثانية في عام 1939. في عام1949 حصل أيضا على درجة الماجستير في القانون (ماجستير) شهادة من كلية الحقوق بجامعة ييل.
من1939 إلى 1945، خلال الحرب العالمية الثانية، وكان عضوا في كارستينز وحدة مضادة للطائرات المدفعية في الجيش الألماني، ووصلت إلى رتبة (ملازم ثان) في نهاية الحرب. في عام 1940 انضم إلى الحزب النازي، كان قد ورد بطلب للحصول على القبول في عام 1937 لتجنب العلاج ضارة عندما كان يعمل كموظف القانون. وقال انه، ومع ذلك، انضم إلى منظمة شبه عسكرية النازية SA بالفعل في عام 1934
في عام 1944 تزوج من فيرونيكا كارستينز. بعد الحرب أصبح محاميا في بريمن مسقط رأسه، ومنذ عام 1949 قام بدور عضو مجلس الشيوخ من المدينة. منذ عام 1950 كما عمل محاضرا في جامعة كولونيا، حيث مؤهلة بعد ذلك بعامين. في عام 1954 انضم إلى السلك الدبلوماسي في وزارة الخارجية الألمانية، الذي يتولى منصب ممثل ألمانيا الغربية في مجلس أوروبا في ستراسبورغ. في عام 1955 انضم إلى الاتحاد الديمقراطي المسيحي (CDU) تحت المستشار كونراد أديناور
يوليو 1960 وصل كارستينز موقف وزيرة الخارجية في وزارة الخارجية وفي نفس العام تم تعيينه أيضا أستاذا للقانون العام والدولي في جامعة كولونيا. في عهد حكومة ائتلاف كبير من 1966-1969 تحت المستشار جورج كيسنجر كورت، وقال انه يخدم أولا وزيرا للدولة في وزارة الدفاع، و. بعد عام 1968 رئيسا للمستشارية الألمانية
في عام 1972 انتخب للمرة الأولى في البوندستاغ كارستينز، الذي كان عضوا حتى عام 1979. من مايو 1973 حتى أكتوبر 1976 كان رئيس الفريق CDU / CSU البرلمانية خلفا راينر بارزيل. وخلال ذلك الوقت كان من أبرز المنتقدين لاليسارية الميول في الحركة الطلابية وخاصة الألمانية اتهم الحزب الاشتراكى الديمقراطى الحاكم في ألمانيا (SPD) من لينا للغاية على اليسار المتطرفين. كما أنه اشتهر ندد الكاتب والحائز على جائزة نوبل هينرش بل على أنه مؤيد لجماعة الجيش الأحمر اليسارية الإرهابية (على وجه التحديد، عصابة بادر ماينهوف).
بعد انتخابات 1976 الفيدرالية، الأمر الذي جعل CDU / CSU أكبر مجموعة في البرلمان، انتخب كارستينز رئيس البرلمان في 14 ديسمبر 1976. وكان حزب الاتحاد الديمقراطي المسيحي / الاتحاد الاجتماعي المسيحي الذي توصل إليه الأغلبية في الاتفاقية الاتحادية لأجل انتخابهُ رئيساً لألمانيا، وفي عام 1979 رشح الحزب كارستينز، على الرغم من الطعن فيهِ بسبب ماضيه النازي، كمرشح.
في 23 أيار 1979، انتخب كارستينز الرئيس الخامس لجمهورية ألمانيا الاتحادية، في الأغلبية السائدة ضد مرشح ماري رينغر SPD في الاقتراع الأول. وكان من المعروف عن ألمانيا إن كارستينز كان يحب المشي لمسافات طويلة من أجل تقليل الفجوة بين السياسة والشعب.
في ديسمبر عام 1982، المستشار الألماني هلموت كول جديد (CDU) الذي انتخب مؤخرا في حركة ناجحة لحجب الثقة ضد هيلموت شميت (SPD) فقد عمد تصويت الثقة في البرلمان، من أجل الحصول على أكثر وضوحا بالأغلبية في الانتخابات العامة الجديدة. على الرغم بالفعل المستشار السابق فيلي برانت قد شرع في عام 1972 وبالمثل، أعطى هذا الإجراء أدى إلى مناقشة ما إذا كانت مثل هذه الخطوة تشكل «التلاعب في الدستور». في 7 يناير 1983، الرئيس كارستينز حل البرلمان وعلى الرغم من ذلك إلى إجراء انتخابات جديدة. في فبراير عام 1983 تم الموافقة على قراره من قبل المحكمة الدستورية الاتحادية بحيث 1983 الانتخابات العامة قد تجرى يوم 6 مارس.
في عام 1984 قررت كارستينز بعدم السعي لولاية ثانية على حساب من عمره وترك منصبه في 30 يونيو 1984. وخلفه ريتشارد فون فايتسكر.

## روابط خارجية
- كارل كارستنز على موقع IMDb (الإنجليزية)
- كارل كارستنز على موقع الموسوعة البريطانية (الإنجليزية)
- كارل كارستنز على موقع مونزينجر (الألمانية)
- كارل كارستنز على موقع ميوزك برينز (الإنجليزية)
- كارل كارستنز على موقع قاعدة بيانات الأفلام السويدية (السويدية)
- كارل كارستنز على موقع إن إن دي بي (الإنجليزية)
- كارل كارستنز على موقع ديسكوغز (الإنجليزية)
- كارل كارستنز على موقع كينوبويسك (الروسية)